# Tóth Attila (festő)
Tóth Attila (Hatvan, 1967–) magyar festőművész.
Érdeklődése a rajzolás és festés iránt már gyermekkorában megmutatkozott. Hatvanban, az akkori I. számú (ma Kossuth Lajos) Általános Iskolában nem igazán figyeltek fel tehetségére – egyes vélemények szerint politikai okokból, mivel a diák nem volt a „rendszer barátja” –, így művészeti tanulmányait nem támogatták. Csak jóval később, az 1980-as évek végén kezdte zsűriztetni és kiállítani a festményeit. Mind a mai napig büszkén vallja magát a „festészet magányos farkasának”, mert soha semmilyen művészeti tanfolyamon, vagy stúdióban nem fordult meg. Az alkotótáborokat is messze elkerülte, azonban Gergely Árpád műtermében igen sok hasznos szakmai fogást megtanult.
Festészetére leginkább Dalí és Csontváry munkássága gyakorolt hatást, de festményei között megtalálhatók a történelmi témájú képek is. Első önálló tárlatát 1994-ben rendezte szülővárosában, melyet azóta számtalan egyéni- és csoportos kiállítás követett.